# Superació
Superació és una escultura de Manuel Clemente Ochoa, que porta el subtítol de 'Valors en l’Esport Paralímpic', col·locada el 3 de desembre del 2007 al parterre del centre de la plaça d'Anna Gironella, al recinte Mundet del barri de Montbau de Barcelona. Té més de dos metres d’alçada i és de bronze patinat, fos amb el mètode de la cera perduda. Està situat sobre una base de formigó. Representa dos jugadors de bàsquet als que els manca un braç, disputant-se la pilota. És un homenatge a les persones que practiquen esport de competició amb alguna mena de discapacitat. Es va posar en aquest lloc perquè el recinte de les Llars Mundet va ser el bressol de l’Esport Adaptat a Catalunya i a Espanya, i la base de l’Esport Paralímpic, ja que va formar-s’hi el primer equip de bàsquet paralímpic de l’Estat.
Cada 3 de desembre, Dia Internacional de les Persones amb Discapacitat, es reuneixen davant del monument representants de les federacions de l'esport adaptat català, de la Diputació de Barcelona, de l'Ajuntament de Barcelona, de la Universitat, i membres del món de l'esport, per a fer-hi una ofrena floral. L'acte va ser una iniciativa de la Federació Catalana d’Esports de persones amb Discapacitat Física, l'any 2009.
Manuel Clemente, professor ja jubilat de la Facultat de Pedagogia, situada a la mateixa plaça d'Anna Gironella, té una altra escultura al mateix recinte de Mundet: Vuelos.